# 야마미치 준지
야마미치 준지(일본어: 山道 淳司, 1994년 1월 29일 ~ )는 일본의 축구 선수로 현재 일본 풋볼 리그의 미네베아 미쓰미에서 수비수로 뛰고 있다.

## 구단 경력
그는 2016년부터 2017년까지 J리그의 가이나레 돗토리에서 활동하였다.